# 新千里東町
新千里東町（しんせんりひがしまち）は、大阪府豊中市の千里ニュータウン中央地区にある住区（J住区）。現行行政地名は新千里東町一丁目から新千里東町三丁目。住居表示は実施済み。郵便番号は560-0082。

## 地理
東は古江台、西は新千里西町、南は上新田、北は新千里北町と接する。

## 交通

### 鉄道
北大阪急行と大阪モノレールが通っている。
- 北大阪急行南北線
  - 千里中央駅-

- 大阪モノレール本線
  - -千里中央駅-

### バス
阪急バスが通っている。
- 詳細は千里中央駅を参照

### 道路
- 中国自動車道
- 大阪府道2号大阪中央環状線

## 校区
市立小・中学校に通う場合、校区は以下の通り。
| 丁目             | 街区 | 小学校             | 中学校             |
| ---------------- | ---- | ------------------ | ------------------ |
| 新千里東町一丁目 | 全域 | 豊中市立東丘小学校 | 豊中市立第八中学校 |
| 新千里東町二丁目 | 全域 | 豊中市立東丘小学校 | 豊中市立第八中学校 |
| 新千里東町三丁目 | 全域 | 豊中市立東丘小学校 | 豊中市立第八中学校 |

## 施設

### 1丁目
- 千里中央駅 (北大阪急行・大阪モノレール)
- せんちゅうパル
- 千里阪急
- ローソン
- ヤマダデンキ

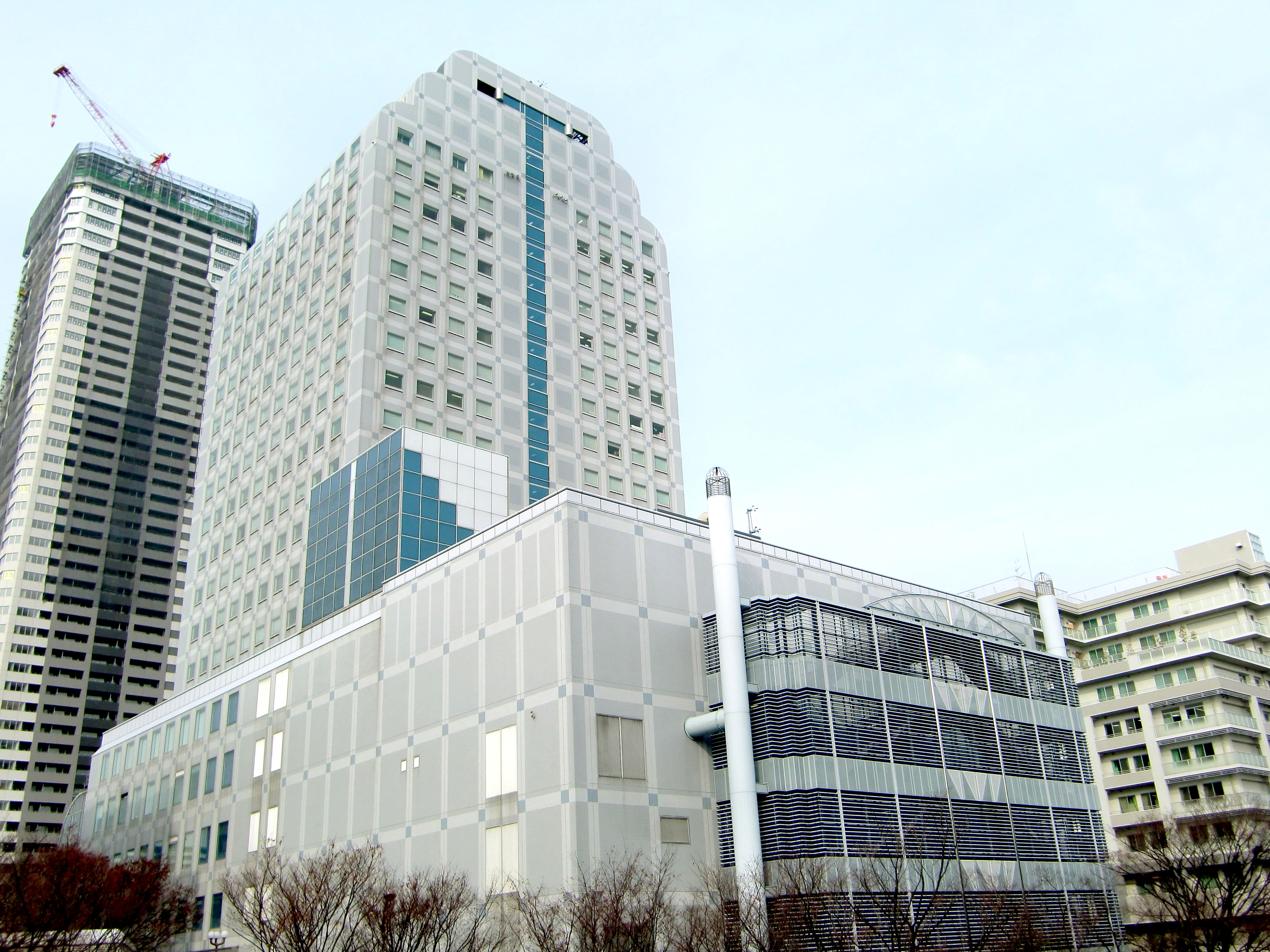
千里ライフサイエンスセンター

- 千里ライフサイエンスセンター

### 2丁目
- 千里東町公園

### 3丁目
- 千里中央公園
- 豊中市立東丘小学校
- 豊中市立第八中学校